# Institut für angewandte Korruption
Das Institut für angewandte Korruption (IfaK) ist ein realsatirisches Korruptionsinstitut mit Sitz in Wien.

## Selbstverständnis und Ziele
IfaK sammelt, dokumentiert und vermittelt Korruption. Die Aktivistengruppe rund um den Wirtschaftswissenschafter Roland Spitzlinger und die Künstlerin Julia Draxler möchte mit Mitteln der Satire auf das Problem Korruption hinweisen. Mit Forderungen nach „Demokratisierung der Korruption“ und „Werden auch Sie schöner, reicher, und intelligenter!“ setzen sich die Aktivisten mit dem Phänomen Korruption auseinander und lassen dabei die jüngsten Skandale und Affären Revue passieren.

## Organisation und Struktur
Die Rechtsform des Instituts ist ein gemeinnütziger Verein. Die Grundfinanzierung wurde durch eine Crowdfundingkampagne gesichert. Weitere Einnahmen erhält das Institut durch Mitgliedsbeiträge und Auftrittshonorare.

## Angebote

### Korruptionstouren
Im Frühjahr 2013 begann der Verein mit wöchentlichen Korruptionslehrgängen durch die Wiener Innenstadt. Im Rahmen der von Schauspielern geführten zweistündigen Tour erfahren die Teilnehmer direkt vor Ort, an welchen Adressen es in Sachen Korruption am meisten zu lernen gibt.

### Kunstaktionen
- Im Juni 2013 bewarb sich Paul von IfaK beim österreichischen Innenministerium um ein Praktikum. Das Ministerium war in den letzten Jahren, insbesondere unter der Führung von Ernst Strasser, in zahlreiche Korruptionsskandale verwickelt.[5]
- Unter dem Motto „schön, reich und korrupt“ bewarb sich IfaK-Kandidatin Anna Hochreiter per YouTube-Video[6] um die Wahl zur Österreichischen Bundespräsidentschaft 2016.[7][8]

### Korruptionscoaching
Im August 2014 bot IfaK im Rahmen des Europäischen Forum Alpbach erstmals auch individuelle Korruptionscoachings „für die Elite von morgen“ an.

### Korruptionsbuch
Am 13. Oktober 2014 erschien der satirische Ratgeber „Probier's doch mal mit Korruption!“, in dem die Autoren „die Erfolgsgeheimnisse der Vettern, Freunderln und Amigos“ ausschließlich anhand von Praxisbeispielen darlegen. Schließlich habe Deutschland und Österreich, so der Klappentext, „in den letzten Jahren international anerkannte Persönlichkeiten auf dem Gebiet der Korruption hervorgebracht, mit denen wir praktisch vor der Haustür die verschiedensten Formen der Korruption und ihre saubere Ausführung studieren können.“ Auf Basis aktueller „Best-Practice-Modelle“ können sich die Leser informieren wie Korruption funktioniert.

### Korruptionsseminar
Im Zuge der Buchveröffentlichung begannen die Autoren auch kabarettistische Seminare anzubieten. Diese sollen den Teilnehmern helfen, ihren „persönlichen Weg zu den Sonnenplätzen der Gesellschaft zu finden, vom Abschluss- und Titelkauf, über die Wahl der richtigen Freunde bis hin zum fertigen Businessplan.“